# Thomas M'Clintock
Thomas M'Clintock (Delaware (Brandywine Hundred), 28 marzo 1792 – Filadelfia, 19 marzo 1876) è stato un farmacista statunitense e un importante organizzatore quacchero di molte riforme, tra cui l'abolizione della schiavitù, il raggiungimento dei diritti delle donne e la modernizzazione del quaccherismo.

## Biografia

### Primi anni e formazione
Nacque il 28 marzo 1792 nel Delaware, figlio di Thomas e Mary Allen M'Clintock. Il padre di Thomas era un presbiteriano e la madre una quacchera, anche se il loro matrimonio la fece cancellare dai registri dei quaccheri per essersi sposata fuori dalla chiesa.

### Attività
Thomas divenne farmacista, professione che all'epoca si svolgeva attraverso un apprendistato. Divenne quacchero per convinzione nel 1811. All'età di ventidue anni, iniziò a lavorare come farmacista, aprendo un proprio negozio a Filadelfia e sei anni dopo, nel 1820, sposò Mary Ann Wilson a Burlington, nel New Jersey. Iniziarono la loro vita insieme a Filadelfia, dove vissero per i primi diciassette anni del loro matrimonio e dove Thomas M'Clintock iniziò il suo impegno nell'abolizionismo. Durante gli anni trascorsi nella città, Thomas e Mary Ann ebbero sei figli, cinque dei quali vissero fino all'età adulta.

### L'impegno politico
Nel 1827 M'Clintock co-fondò la Free Produce Society della Pennsylvania insieme a James Mott, Richard Allen e altri e ne divenne il primo segretario. Questo movimento prevalentemente quacchero, che comprendeva anche afroamericani liberi, si proponeva di promuovere lo scambio di beni che non prevedessero il lavoro degli schiavi. In questo modo i membri speravano di creare una domanda di prodotti “liberi”. La società riteneva che il loro programma fosse un modo pacifico e ragionevole di combattere la schiavitù. Thomas applicò questi principi per tutta la vita.
Nello stesso anno fu una forza determinante nello Scisma Hicksite. Questa separazione tra i quaccheri era dovuta a disaccordi sul ruolo che la dottrina doveva avere nella chiesa, sulla partecipazione all'attivismo sociale e su altri fattori. La sua vasta conoscenza della prima teologia quacchera fu utilizzata per preparare argomenti contro i quaccheri ortodossi. Le sue argomentazioni causarono una tale tensione che già dieci anni dopo, nel 1836, lui e la sua famiglia scelsero di trasferirsi a Waterloo, New York.
Lì i M'Clintock si schierarono più attivamente con William Lloyd Garrison e la sua American Antislavery Society. I M'Clintock parteciparono a campagne di petizione, fiere antischiaviste, ospitarono numerosi oratori antischiavisti e furono membri fondatori della Western New York Anti-Slavery Society. Nel 1843, Thomas fu eletto nel consiglio di amministrazione dell'American Anti-Slavery Society e in seguito ricoprì la carica di vicepresidente per diversi anni. I M'Clintock sostennero attivamente l'abolizione, la temperanza e i diritti dei nativi americani. Thomas e sua moglie organizzarono petizioni contro la schiavitù, diedero rifugio ai bambini neri e portarono avanti il movimento Free Produce.

### Divisioni interne
Diverse problematiche crearono divisioni all'interno del ramo Hicksite dei Quaccheri negli anni '40 del XIX secolo, tra cui la possibilità per i ministri e gli anziani di disciplinare i membri, la possibilità per i Quaccheri di mescolarsi con i non Quaccheri nelle organizzazioni di riforma e lo status delle donne all'interno dell'organizzazione. I M'Clintock giocarono un ruolo importante nello scisma del 1848 dei quaccheri hicksite nella parte occidentale di New York e nella successiva formazione della Yearly Meeting of Congregational Friends (Riunione annuale degli amici congregazionisti). Thomas M'Clintock scrisse la Base dell'Associazione della nuova organizzazione, che specificava che l'organizzazione non avrebbe avuto ministri, che nessun membro sarebbe stato subordinato a un altro e che uomini e donne si sarebbero riuniti insieme con uguali poteri, non separatamente. I membri non erano vincolati da un credo o da una dottrina e l'adesione era aperta anche ai non quaccheri. Organizzazioni simili furono organizzate in seguito in altre località, tra cui la Pennsylvania Yearly Meeting of Progressive Friends.

### Seneca Falls Convention
La moglie di Thomas, Mary Ann, ebbe un ruolo fondamentale nell'organizzazione della Convenzione di Seneca Falls, la prima convenzione per i diritti delle donne. Partecipò al famoso tea party nella casa della Hunt, dove fu discussa per la prima volta l'idea di una convenzione. La Dichiarazione dei Sentimenti originale fu poi scritta a casa M'Clintock da Elizabeth Cady Stanton, Mary Ann e probabilmente Elizabeth M'Clintock e Mary M'Clintock. Thomas potrebbe aver partecipato a queste discussioni, ma non ci sono testimonianze dirette in merito. Presiedette comunque una delle sessioni della successiva convenzione e tenne un discorso a sostegno della dichiarazione. L'intera famiglia M'Clintock fu coinvolta in questa convenzione e contribuì all'organizzazione di una successiva convenzione, la Rochester Women's Rights Convention of 1848, due settimane dopo a Rochester, New York.
Nel 1860, all'età di sessantotto anni, Thomas M'Clintock si trasferì di nuovo a Filadelfia con la famiglia. Tornò a esercitare il suo mestiere di farmacista fino al 1866 circa. Morì il 19 marzo 1876 all'età di ottantatré anni. Sua moglie morì otto anni dopo, il 21 maggio 1884.

## Eredità
Thomas M'Clintock è ricordato per il suo contributo al movimento antischiavista e per il suo impatto sui primi movimenti per i diritti delle donne. La casa di Waterloo, New York, dove la famiglia risiedeva nel luglio del 1848, è stata inserita nel National Register of Historic Places nel 1980 come M'Clintock House.